# Bruno Adler (Bischof)
Bruno Adler (* 4. Januar 1896 in Itzehoe; † 18. November 1954 in Minden) war ein deutscher evangelischer Pfarrer und von 1933 bis 1934 deutschchristlicher Bischof des Evangelischen Bistums Münster (= Kirchenprovinz Westfalen der Evangelischen Kirche der altpreußischen Union).

## Leben
Bruno Adler war der Sohn eines Oberzahlmeisters. Nach dem Abitur leistete Adler von 1915 bis zum Ende des Ersten Weltkriegs Kriegsdienst bei der Artillerie. Zwei Jahrzehnte später, als Bischof, verfasste er ein Erinnerungsbuch an seine Kriegserlebnisse und sein Regiment. Ab 1919 studierte er Evangelische Theologie. 1922 trat er in die NSDAP ein. Nach seiner Ordination 1925 war er kurzzeitig Pfarrer in Werne an der Lippe, von 1925 bis 1933 in Weslarn bei Soest. Schon 1931 referierte er in der Pfarrkonferenz des Kirchenkreises Soest über „Nationalsozialismus und Christentum“ – in dieser Reihenfolge! – und warb für den Nationalsozialismus. Am 1. November 1931 trat er dementsprechend erneut in die neu gegründete NSDAP ein (Mitgliedsnummer 700.550).
Im Dezember 1932 wurde Adler Leiter der Deutschen Christen (DC) in Westfalen. 1933 war er für den Wahlkreis Soest und die NSDAP Mitglied des letzten westfälischen Provinziallandtags. Im Juni 1933 wurde er zum Staatskommissar für die westfälische Kirche ernannt. Am 5. Oktober 1933 wurde er unter Verstoß gegen Bestimmungen der Kirchenverfassung vom Kirchensenat der Westfälischen Provinzialkirche zu deren erstem (und einzigem) Bischof (Provinzialbischof) ernannt. Adler wirkte darauf hin, dass das katholische Münster Sitz des evangelischen Bischofs für Westfalen wurde (und nicht etwa protestantisch geprägte Städte Westfalens wie Hamm oder Soest) und er folglich den Titel „Bischof von Münster“ trug, um auf diese Weise eine „Ebenbürtigkeit“ mit dem katholischen Bischof von Münster zu reklamieren. Mit den anderen DC-Bischöfen ließ er sich von Adolf Hitler hofieren. Doch seitens der Bekennenden Kirche verstärkte sich der Widerstand gegen seine Amtsführung. Nachdem im November 1934 die Unrechtmäßigkeit seiner Amtsführung erwiesen war, musste Adler sein Amt als Provinzialbischof bis auf weiteres ruhen lassen. 1936 wurde er vom Provinzialkirchenausschuss als Bischof abberufen.
1939/1940 war Adler kommissarisch Dompfarrer in Brandenburg an der Havel. Danach leistete er Kriegsdienst. Nach Kriegsende wurde er 1946 in den vorzeitigen Ruhestand versetzt. Er arbeitete als Gärtnereigehilfe. In Minden, seinem letzten Wohnort, gehörte er der „Arbeitsgemeinschaft zur Erforschung der Kirchengeschichte der letzten 25 Jahre“ an, die überwiegend aus ehemaligen Mitgliedern der Deutschen Christen bestand.

## Schriften
- Das Feldartillerie-Regiment Nr. 233. Nach den amtlichen und privaten Kriegstagebüchern mit Unterstützung mehrerer Regimentsangehöriger bearbeitet. Mit Ehrentafel, Gefechtskalender, Offiziersliste, mehreren Karten und Bildern. Buchdruckerei Radwitz, Obisfelde 1935.